# Mantispa adelungi
Mantispa adelungi is een insect uit de familie van de Mantispidae, die tot de orde netvleugeligen (Neuroptera) behoort. 
Mantispa adelungi is voor het eerst wetenschappelijk beschreven door Navás in 1912.